# トートー・アウ
トートー・アウ（區俊濤、Toto Au、1980年9月13日 -）は、香港生まれの歌手である。本名はエヴァン・アウ。身長172cm、体重136lbs、おとめ座。オーストラリア・ビクトリア州・ディーキン大学卒業。Pop-Eye Company Limited所属。所属レコード会社はスターJ&スナッズ・エンターテインメント・グループになる。

## アルバム

### 「任我飛」
1. 恩將仇報
2. 任我飛
3. F1
4. 求雨
5. 貪靚
6. 觸不到的恋人（広東語）
7. 觸不到的恋人（北京語）
8. 恩將仇報 Remix
9. 我想飛（北京語）

### 「兄弟」 (北京語アルバム)
1. 闘胆
2. 路上
3. 迷霧
4. 聖戦
5. 隨便
6. 兄弟
7. 硬（広東語）

## 出演作品

### テレビ番組
2007年
- 翡翠歌声賀台慶
- ジェイド・ソリッド・ゴールド

2008年
- TVB Live House
- 娯楽金剛圈
- 火爆音楽空間
- 翡翠歌声賀台慶
- ジェイド・ソリッド・ゴールド

### コンサート
2008年
- EO2 Ladies' Nite Live 2008コンサートのゲスト
- ランガムプレイス 拉闊天空@OZone